# Peoria (Illinois)
Peoria je město ležící v okresu Peoria County ve státě Illinois ve Spojených státech amerických. Jedná se o osmé největší město ve státě Illinois. Leží na řece Ilinois. 
K roku 2020 zde žilo 113 150 obyvatel. S celkovou rozlohou 131 km² byla hustota zalidnění 911 obyvatel na km². Město bylo založeno v roce 1691, čímž se stalo vůbec nejstarším permanentně obydleným sídlem založeným ve státě Illinois. Do roku 1825 neslo název Fort Clark. 
V roce 1854 pronesl ve městě svůj projev pozdější americký prezident Abraham Lincoln. Až do prohibice bylo město významným střediskem průmyslu s whisky, přičemž na konci 19. století se ve městě nacházelo 12 palíren tohoto nápoje, nejvíce ze všech měst v USA.